# Marcia (atletica leggera)
La marcia è una specialità sia maschile sia femminile dell'atletica leggera, praticata su strada e su pista. È compresa nel programma olimpico sulle distanze dei 20 km e 35 km sia per gli uomini che per le donne. Fino all'edizione di Tokyo 2020 si disputava anche la marcia da 50 km solo per gli uomini.
È un gesto atletico apparentemente innaturale e può essere definita come una forma evoluta ed agonistica del cammino. Consiste in una progressione costante e armonica di passi eseguita in modo tale che l'atleta mantenga sempre il contatto con il terreno con almeno uno dei due arti inferiori, senza che si verifichi una perdita di contatto evidente (cioè percepibile dall'occhio umano); in pratica non prevede una fase di volo (e quindi sospensione), a differenza della corsa. La gamba avanzante deve essere tesa (cioè non piegata al ginocchio) dal momento del primo contatto con il terreno sino alla posizione verticale; se ciò non avviene, si parla di sbloccaggio.
La marcia richiede un grande sforzo durante gli allenamenti, tanto che i carichi alla settimana possono arrivare, per gli atleti di alto livello, sull'ordine della centinaia di chilometri.

## Regole
Le gare di marcia sono regolate dalla regola 230 della World Athletics. I marciatori devono mantenere per l'intera durata della competizione il passo di marcia, nel caso un atleta non rispetti uno dei due requisiti, ovvero il non andare in sbloccaggio oppure il perdere contatto con il terreno, i giudici potranno presentare una proposta di squalifica, oppure segnalare un richiamo all'atleta con un avviso.
Il richiamo viene segnalato all'atleta dal giudice tramite una paletta gialla che riporta un simbolo indicante la tipologia di infrazione: sbloccaggio, nel caso la gamba non sia tesa, segnalato con il simbolo maggiore (>), oppure perdita di contatto con il terreno, segnalata con il simbolo tilde (~). Ogni giudice può dare un unico richiamo per atleta.
La proposta di squalifica o ammonizione (cartellino rosso) verrà data dal giudice nel caso l'infrazione sia vistosa o l'atleta avesse già ricevuto dallo stesso un richiamo. Tale proposta verrà inviata al giudice capo, che la segnalerà sui tabelloni preposti dove gli atleti potranno controllare il loro stato; il giudice non segnalerà direttamente all'atleta il fatto, visto che lo stesso non potrà procedere ad una seconda proposta. Nel caso un atleta riceva tre proposte di squalifica da tre giudici differenti, il giudice capo dovrà segnalare all'atleta, tramite una paletta rossa, la sua squalifica immediata. Tale segnalazione potrà essere fatta anche dopo l'arrivo dell'atleta.

## Giudici
Il giudice di marcia è un ufficiale di gara preposto dalla federazione che durante le gare ha il compito di segnalare le irregolarità nel gesto atletico dei concorrenti mediante richiamo (paletta gialla), ammonizione (red card o proposta di squalifica). Nelle gare internazionali i giudici devono essere di varie nazionalità e se un atleta riceve la proposta di squalifica da un giudice, un altro giudice della stessa nazionalità non potrà dargli un secondo ammonimento.

## Percorso
Le gare di marcia si disputano ai Giochi olimpici su distanze di 20 km e 35 km sia per gli uomini che per le donne. Vista la lunghezza la gara si svolge su un circuito stradale chiuso al traffico. Tale circuito, posto il più vicino possibile allo stadio, deve avere una lunghezza compresa tra i 2 km e 2,5 km, per le gare internazionali, e tra 1 km e i 2 km, per le altre.
Ai Giochi Olimpici di Parigi 2024 è stata eliminata la distanza dei 35 km per far posto alla staffetta mista sulla distanza della maratona.
Sul percorso sono posti i tabelloni indicanti le ammonizioni, i bagni (solo nelle gare disputate su distanze superiori ai 20 km), stazioni di spugnaggio e abbeveramento.
Nelle categorie giovanili la distanza varia dal chilometro singolo fino ai 10 chilometri.